# Lariano
Lariano ist eine Kleinstadt in der Metropolitanstadt Rom in der italienischen Region Latium mit 13.176 Einwohnern (Stand 31. Dezember 2023). Sie liegt 41 km südöstlich von Rom.

## Geographie
Lariano liegt am Südosthang der Albaner Berge. Es gehört zu den Gemeinden der Castelli Romani. Die Nachbarorte sind Artena, Cori (LT), Rocca di Papa, Rocca Priora, Velletri.

## Geschichte
Der Ort wird erstmals 1179 erwähnt, als Bestandteil eines Tauschhandels zwischen Papst Alexander III. und Rainone von Tusculum. Alexander erhielt hierbei Kastell Larianum samt Burg und gab im Gegenzug das Kastell Forma ab. Zu dieser Zeit müssen Kastell und Burg Larianum seit geraumer Zeit bestanden und im Besitz der Tuskulaner gewesen sein haben. Wenig später muss Larianum gewaltsam in den Besitz der Familie Lanterio aus Mailand gelangt sein, die damals die Funktion eines balì in Kampanien ausübten. Sie übergaben es an Giordano, Abt des Klosters Fossanova, der es Papst Clemens III. zurückgab. 1234 ordnete Papst Gregor IX. an, Larianum zu veräußern. Ende des 13. Jahrhunderts war es in Besitz eines Neffen von Riccardo aus dem Haus der Annibaldi, Herren von Molara. Im 15. Jahrhundert wird das Gebiet von Larianum zum Zankapfel zwischen den lokalen Adelsgeschlechtern der Annibaldi, Savelli und Colonna, die Kardinäle und den Papst Martin V. stellten. Zwischen 1434 und 1462 wurden hier Kastelle abwechselnd zerstört und gebaut. Dieses Hin und Her endete mit der Zerstörung unter Papst Pius II. († 1464). Seither bezieht sich die Bezeichnung „Castel Lariano“ auf die verbliebenen Ruinen (oder auch auf den Berggipfel).

## Bevölkerungsentwicklung
| Jahr      | 1871  | 1901  | 1921  | 1951  | 1971  | 1991  | 2001   | 2016   |
| Einwohner | 1.612 | 1.519 | 2.268 | 3.759 | 5.374 | 8.530 | 10.356 | 13.509 |

Quelle: ISTAT

## Politik
Maurizio Caliciotti (Lista Civica: Prima Lariano) wurde am 11. Juni 2017 zum Bürgermeister gewählt.

## Partnerstädte
- Sausset-les-Pins, Provence
- Victoria, Rumänien
- San Ferdinando, Apulien

## Kulinarische Spezialitäten
Lariano gehört zusammen mit Velletri und Cisterna di Latina zu den Gemeinden, die den Wein mit der kontrollierten Herkunftsbezeichnung (DOC) Velletri herstellen dürfen.
Der Ort ist für seine Steinpilze berühmt. Jeden September findet das „Fest des Steinpilzes“, die „Sagra del Fungo Porcino“, statt.